# Vålerenga

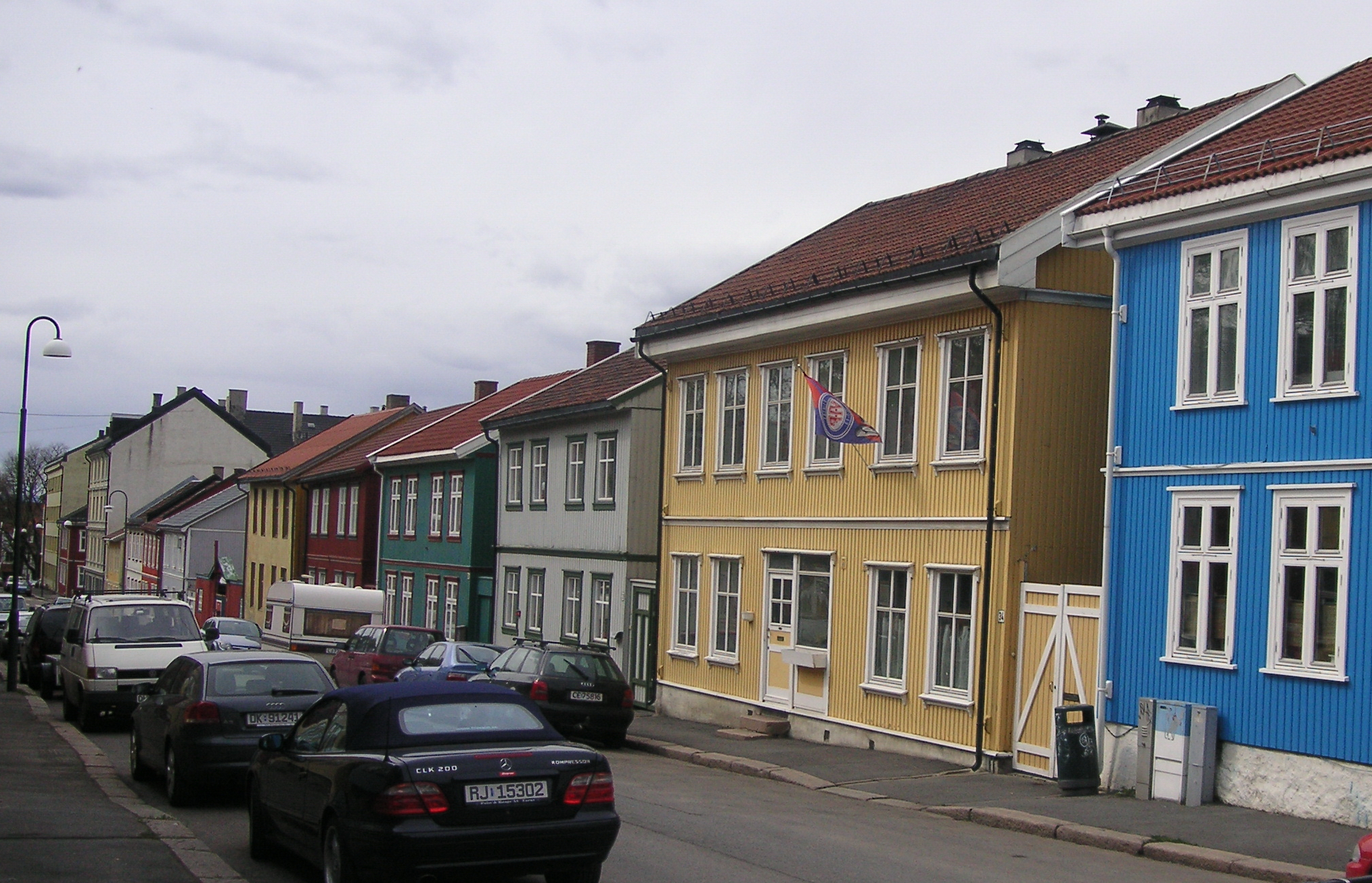
Danmarks gate, Vålerenga

Vålerenga (Vålerengen) är ett område i Oslo. Det utgör en del av Gamle Oslo. Vålerenga ligger mellan Gamlebyen, Jordal, Ensjø, Etterstad och Lodalen. Vålerenga avgränsas av Enebakkveien, Hovedbanen, Gjøvikbanen, Strømsveien, Østerdalsgata, Numedalsgata, Opplandsgata och Strømsveien. Vålerenga är speciellt känt för sina äldre trähus och sina fotboll- och ishockeylag.

## Historia
Stadsdelen Vålerenga uppstod runt om Vålerenga Hovedgård under den sista delen av 1800-talet. Huvudbyggnaden på huvudgården ses i dag vid sidan av Vålerenga kirke. Huset var under en period prästgård och den äldsta delen är från 1700-talet.
År 1855 låg området fortfarande utanför stadsgränsen när de första tomterna avsöndrades. Husbyggandet var därför inte begränsat av murtvånget som var infördes i Christiania 1624 i samband med att Christian IV flyttade stadskärnan innanför murarna på Akershus fästning. Där byggdes små trähus i den stil folk kände till från byarna de kom från. Husen från denna period ligger tätt sida vid sida, med fasaderna ut mot trottoaren. De är en till två våningar höga. Enskilda hus var antagligen äldre hus från nykomlingarnas hemstäder.
De flesta som bosatte sig på Vålerenga under denna tid var hantverkare, vagnmän, drev små industrier eller levde från djurhållningen. Det är typiskt att det är nykomlingarna som själva står som byggherrar för sina hus.
Fram mot 1878 ändrade byggnadsmönstret sig: då uppfördes flera hyreshus i trä och överst på Vålerenga byggdes det också större privatbostäder med parker.